# Eragrostis neesii
Eragrostis neesii är en gräsart som beskrevs av Carl Bernhard von Trinius. Eragrostis neesii ingår i släktet kärleksgrässläktet, och familjen gräs. Inga underarter finns listade i Catalogue of Life.